# London Congestion Charge

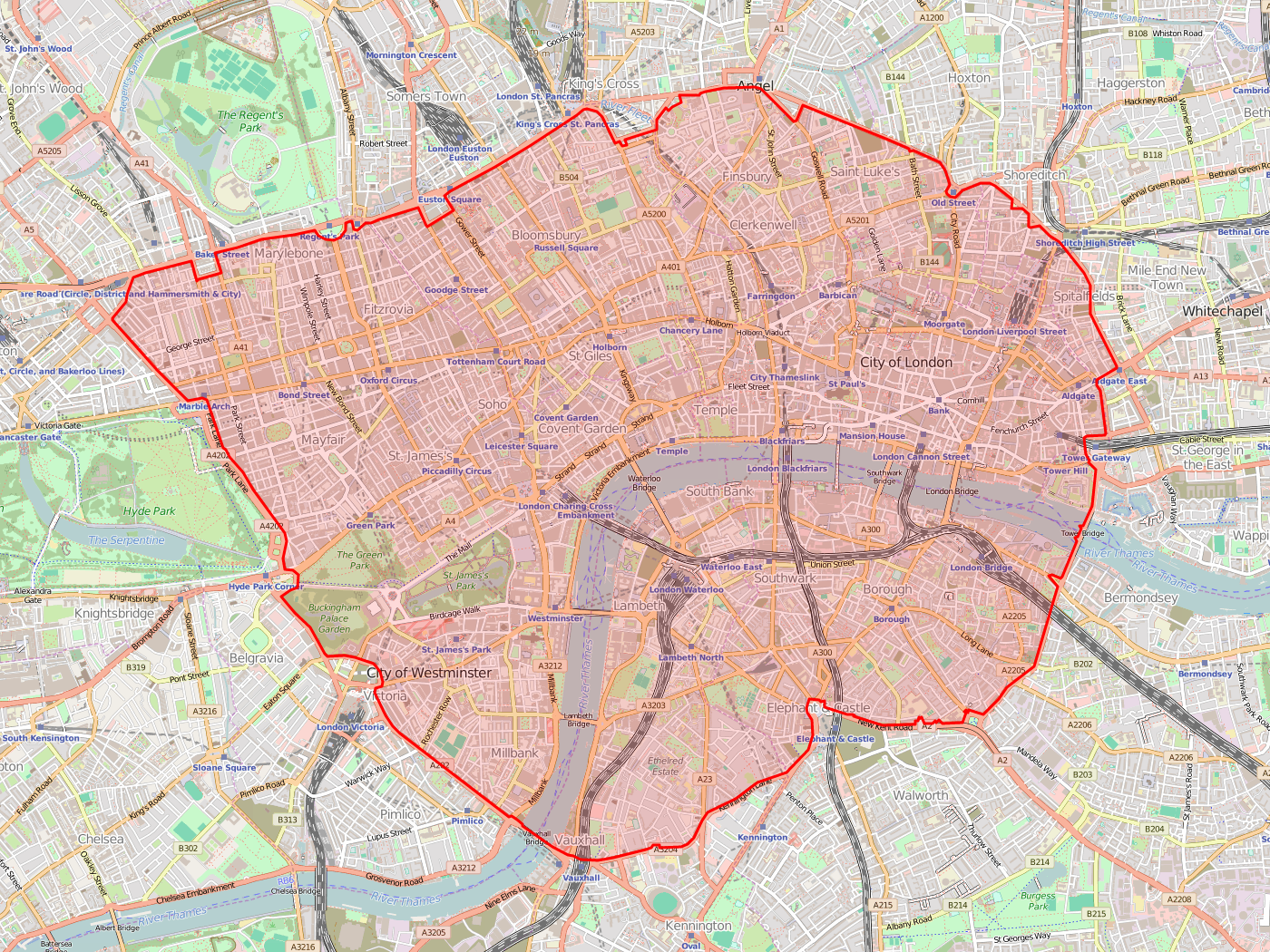
Mapa Londýna s vyznačením zpoplatněné zóny

London Congestion Charge (LCC) je poplatek za jízdu vozidel ve vymezené oblasti centra Londýna. Londýn není jediným městem, kde je podobný poplatek zaveden, ale v roce 2005 byl největším městem, které podobný poplatek uplatňuje. Za správu tohoto poplatku zodpovídá Transport for London.

## Historie

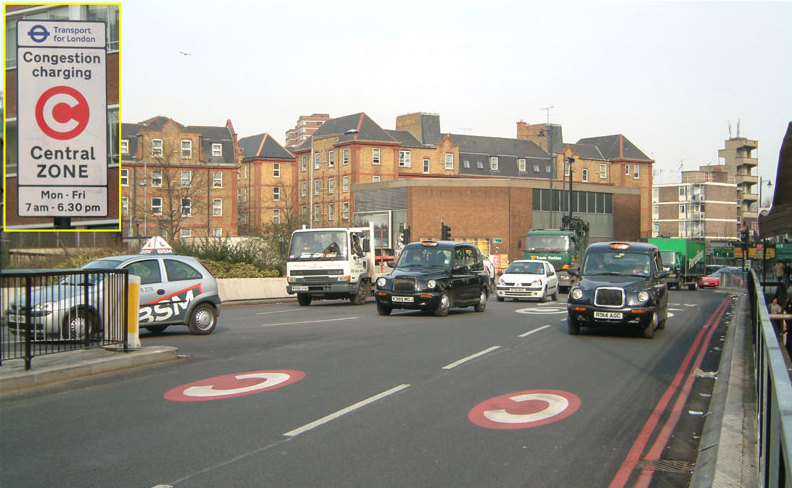
Označení oblasti LCC na Old street

Důvodem zavedení tohoto poplatku byla podpora použití městské hromadné dopravy, vozidel méně znečišťujících životní prostředí, jako například kola a motocykly, místo osobních aut a dodávkových aut. To mělo zmenšit dopravní zácpy a umožnit rychlejší, lépe plánovanou a méně znečišťující dopravu. TfL uvádí, že většina prostředků získaných z poplatku je investovaná do rozvoje městské hromadné dopravy.
LCC je uplatňován od 17. února 2003. Současná výše denního poplatku je 11,50 £ a musí ho platit vlastníci vozidel, která vjíždějí, vyjíždějí nebo projíždějí v období od 7:00 do 18:30 od pondělí do pátku oblastí, která je pro LCC vymezena.
Pokud není tato taxa zaplacena do 10:00, je zvýšena na 10 £. Toto opatření má snížit počet lidí platících na poslední chvíli. Není-li platba uskutečněna do půlnoci dne, kdy byla cesta uskutečněna, zvyšuje se na 50 £. Původní výše poplatku do 4. července 2005 byla 5 £.
Některé typy vozidel jako například autobusy, minibusy, taxi a vozy záchranné služby, policie a požární ochrany, motocykly vozy používající alternativní palivo a jízdní kola jsou zproštěny platby tohoto poplatku (prakticky je vyžadována registrace).
Obyvatelům s trvalým bydlištěm v rámci oblasti LCC je poskytována 90 % sleva, v případě že uhradí minimálně poplatek za týden nebo více.
Výsledky uplatnění LCC po prvním půlroce, publikované TfL, uvádějí pokles dopravy o cca 30 %. Asi 60 % z této části byl přesun na využití městské hromadné dopravy a asi 25 % na přizpůsobení trasy mimo oblast zóny.
V září 2005 bylo rozhodnuto o rozšíření zóny LCC západním směrem a tato změna má platit od února 2007. Rozšíření má zahrnovat zbytek Westminsteru a Kensington a Chelsea.

## Vymezení oblasti LCC
Hranice v nichž se v současnosti uplatňuje LCC se občas označuje pojmem London Inner Ring Road. Hranici tvoří následující ulice – Pentonville Road, City Road, Old Street, Commercial Street, Mansell Street, Tower Bridge Road, New Kent Road, Elephant and Castle, Vauxhall Bridge Road, Park Lane, Edgware Road, Marylebone Road a Euston Road.

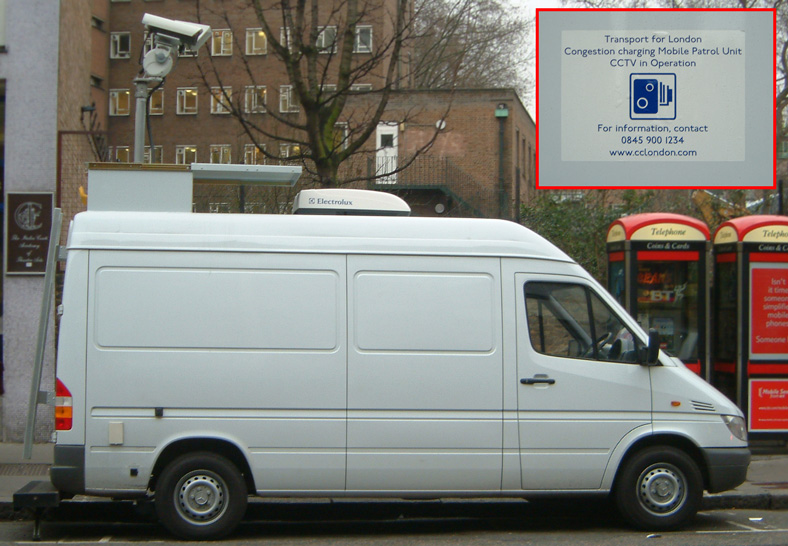
Dodávkové automobily kontrolující vozidla v oblasti LCC

Oblast LCC tak zahrnuje finanční centrum města - City a hlavní obchodní a zábavní centrum – West End. V této oblasti ačkoli je finančním a komerčním centrem, žije asi 136 000 obyvatel. Cesta pouze po hranicích této oblasti není zpoplatněna.

## Použitá technika
Prostor oblasti je sledován 240 kamerami, z nichž 180 je umístěno na hranicích zóny. Existují i mobilní zařízení vybavená kamerami, které mohou být libovolně rozmísťovaná po oblasti.
Odhaduje se, že asi 98 % vozidel, které se v oblasti pohybují, je zachyceno kamerovým systémem. Data z kamer jsou přenášena do centra, kde je automatizovaným systémem identifikována poznávací značka vozidla. Takto zpracovaná poznávací značka je porovnána s registrem vozidel, za které jejich vlastníci zaplatili poplatek.
Zatímco soukromí vlastníci vozidel jsou vedeni k tomu aby zaplatili za své auto dopředu, platí pro obchodní společnosti jiný model. Společnost provede u TfL registraci skupiny svých vozidel a poplatek platí jen za vozidla, která jsou rozpoznána v rámci oblasti LCC.

## Ekologické a dopravní efekty
Po zavedení systému došlo ke snížení počtu vjíždějících automobilů do zóny o 30 % a ke snížení počtu ujetých vozokilometrů v zóně
o 30 %. Celkově poklesly emise prachových částic a oxidů dusíku o 12 % a oxidu uhličitého o 19 %.